# بنجامين ناثانييل سميث
بنجامين ناثانييل سميث (بالإنجليزية: Benjamin Nathaniel Smith)‏ هو قاتل مترصد ونازي جديد أمريكي ولد في يوم 22 مارس 1978 في بلدة ويلميت في إلينوي في الولايات المتحدة، وقد كان عضو في الكنيسة الإبداعية، كان لبنجامين فكر عدائي تجاه الأقليات من اليهود والسود والآسيويين وقام بقتل 4 منهم عن طريق إطلاق النار من خلال سيارته الفورد تاوروس الزرقاء، وبداية من يوم الجمعة 2 يوليو 1999 بدأ سميث بمحاولات اغتيالاته حيث قام في بإصابة 9 يهود أرذثوكس في ويست ريدج في شيكاغو، ثم إنتقل بسيارته إلى جامعة نورث وسترن وقام هناك باغتيال مدرب كرة سلة سابق أمريكي أسود، أصبح بعد ذلك مطلوب من قبل الحكومة الفيدرالية الأمريكية مما أدى لتنقله في كل من أوربانا وسبرينغفيلد وديكادور وقام هناك بإصابة مسؤول أمريكي أسود، وفي يوم الأحد 4 يوليو إنتقل إلى بلومنغتون وقام هناك بقتل طالب كوري في الاقتصاد إسمه وون جون يون كان في طريقه للذهاب إلى الكنيسة الميثودية الموحدة. في نفس الوقت حاول قتل 9 أشخاص آخرين وهناك وجدته الشرطة ولاحقته في الطريق السريع في إلينوي وبينما كانت الشرطة في السيارة تلاحقه قام بإطلاق الرصاص مرتين على قلبه قبل أن تصطدم سيارته، وقد توفي لاحقاً في المستشفى. مع أن سميث أعتبر مجرم كراهية، إعتبرته مركز الكنيسة الإبداعية كشهيد وجندي لأجل حرب الأعراق المقدسة.